# Visnums-Kils landskommun
Visnums-Kils landskommun var en tidigare kommun i Värmlands län.

## Administrativ historik
Kommunen bildades i Visnums-Kils socken i Visnums härad i Värmland och Värmlands län när 1862 års kommunalförordningar trädde i kraft. Den 1 januari 1886 (enligt beslut den 17 april 1885) ändrades namnet till Visnums-Kil.
Vid kommunreformen 1952 gick den upp Visnums landskommun. Denna upplöstes 1971 då detta område överfördes till Kristinehamns kommun.

## Politik

### Mandatfördelning i Visnums-Kils landskommun 1946
| 4 | 4 | 4 | 3 |

| 14 |